# チーム富士急
チーム富士急は、山梨県を拠点として活動する女子カーリングチーム。富士急行カーリング部として、「チームフジヤマ」という名称で2010年8月に結成。2015年9月、日本代表決定戦出場規約に従い、チーム名を「チーム富士急」に改称した。

## 概略
活動拠点は2005年に完成した山中湖村の専用施設「Curlpex Fuji」を練習拠点とする。
そのカールプレックスフジを建設した小林宏がゼネラルマネージャー兼ヘッドコーチを務めていた。
2010年4月に解散した「チーム長野」のサードだった園部淳子が富士急社員として加入するほかは学生が加わり発足した。
2022年9月2日をもって、休部。

## 来歴
チーム発足まで
- 2010年3月、チーム発足を目指し、富士急行の堀内光一郎社長が小林宏に監督就任とメンバーの人選を依頼[5]。
- 2010年8月9日、監督に小林宏、チームリーダーに元「チーム長野」の園部淳子を迎え発足[6]。

2010年 - 2011年シーズン
- 2010年12月7日、発足時メンバーの山下知恵理が退部し、富士急従業員でアルベールビルオリンピックスピードスケート代表選手の石川洋子（旧姓：深澤）の加入が発表された。
- 2010年1月、第3回関東カーリング選手権に出場。参加8チーム中第3位となり、優勝チームに与えられる日本カーリング選手権への出場権獲得はならなかった。

2011年 - 2012年シーズン
- 第4回関東カーリング選手権 Cブロック3位

2012年 - 2013年シーズン
- 第5回関東カーリング選手権 4位

2013年 - 2014年シーズン
- 第5回FujiCurlクラブ日本一決定戦 優勝

2014年 - 2015年シーズン
- 第32回日本カーリング選手権 3位

2015年 - 2016年シーズン
- 第33回日本カーリング選手権 準優勝

2016年 - 2017年シーズン
- 第34回日本カーリング選手権 3位

2017年 - 2018年シーズン
- 第35回日本カーリング選手権 優勝。2018年3月にカナダで開かれる世界選手権の日本代表に決まった。なお、この日本選手権には、平昌五輪代表のロコ・ソラーレは出場していなかった[7]。
- 3月 - 世界選手権では産休の西室に代わって北海道銀行の小野寺佳歩がエントリー。予選ラウンドを5勝7敗の10位に終わり、決勝トーナメント進出はならなかった。
- 5月 - 通常はその年の日本選手権優勝チームがパシフィックアジア選手権日本代表として推薦されるが、日本選手権に五輪代表のロコ・ソラーレが出場していなかったため、11月のパシフィックアジアカーリング選手権日本代表の座をかけて、ロコ・ソラーレと対戦したが敗退した[8]。

2018年 - 2019年シーズン
- 第36回日本カーリング選手権大会 4位[9]。

2019–20年シーズン
- 2019年7月15日、西室淳子が退部[10]。

2021–22年シーズン
- 2022年9月2日、小穴桃里と小谷優奈が退部を発表[11][12]。小穴桃里が7月末で退社[13]、小谷優奈が8月末で退社、小谷有理紗が9月中旬で退社予定のため、チームは活動の休止を発表した[4][14]。

## 選手
| 結成当初  | 西室淳子 (旧姓 園部) | 小穴桃里 | 松田敦子   | 山下知恵理 |          |
| 2010–11   | 西室淳子 (旧姓 園部) | 小穴桃里 | 松田敦子   | 石川洋子   |          |
| 2011–12   | 西室淳子 (旧姓 園部) | 小穴桃里 | 松田敦子   | 石川洋子   |          |
| 2012–13   | 西室淳子 (旧姓 園部) | 小穴桃里 | 栁澤実知   | 豊田莉子   |          |
| 2013–14   | 西室淳子 (旧姓 園部) | 小穴桃里 | 栁澤実知   | 豊田莉子   |          |
| 2014–15   | 西室淳子 (旧姓 園部) | 小穴桃里 | 栁澤実知   | 豊田莉子   |          |
| 2015–16   | 西室淳子 (旧姓 園部) | 小穴桃里 | 栁澤実知   | 豊田莉子   | 小谷優奈 |
| 2016–17   | 西室淳子 (旧姓 園部) | 小穴桃里 | 倉光杏佳   | 石垣真央   | 小谷優奈 |
| 2017–18   | 西室淳子 (旧姓 園部) | 小穴桃里 | 小谷有理沙 | 石垣真央   | 小谷優奈 |
| 2018–19   | 西室淳子 (旧姓 園部) | 小穴桃里 | 小谷有理沙 | 石垣真央   | 小谷優奈 |
| 2019–20   |                      | 小穴桃里 | 小谷有理沙 | 石垣真央   | 小谷優奈 |
| 2020–2021 | 苫米地美智子         | 小穴桃里 | 小谷有理沙 | 石垣真央   | 小谷優奈 |

2010年8月 - 
- 園部淳子（富士急行）
- 松田敦子（帯広畜産大学）
- 山下知恵理（青森県立保健大学）
- 小穴桃里（山梨県・駿台甲府中学）

2010年12月 - 
- 園部淳子（富士急行）
- 松田敦子
- 小穴桃里
- 石川洋子（富士急行）

2012年 - 
- 小穴桃里（山梨県・駿台甲府高校→富士急行）
- 園部淳子（富士急行）
- 栁澤実知（長野県・野沢南高校→富士急行）
- 豊田莉子（静岡県・浜松開誠館高校）

2015年1月 - 
- 小穴桃里（富士急行、セカンド・スキップ）
- 西室淳子（富士急行、フォース）
- 栁澤実知（富士急行、サード）
- 豊田莉子（リード）
- 小谷優奈（神奈川県、リザーブ）

2016年4月 - 
- 小穴桃里（富士急行、サード・スキップ）
- 西室淳子（富士急行、フォース）
- 小谷優奈（神奈川県、セカンド）
- 倉光杏佳（リード）
- 石垣真央（リード） ※6月から加入

2017年 - 2018年シーズン
- 小谷有理沙（神奈川県、リード）
- 石垣真央（セカンド）
- 小谷優奈（サード）
- 小穴桃里（富士急行、スキップ）
- 西室淳子（富士急行、リザーブ）
- 小野寺佳歩（北海道銀行、サード）※産休の西室に代わって世界選手権出場

2018年 - 2019年シーズン
- 小谷優奈（リザーブ）
- 小谷有理沙（神奈川県、リード）
- 石垣真央（セカンド）
- 西室淳子（富士急行、サード）
- 小穴桃里（富士急行、スキップ）

2019年 - 2020年シーズン
- 小谷有理沙（リード）
- 石垣真央（セカンド）
- 小谷優奈（サード）
- 小穴桃里（スキップ）

2020年 - 2021年シーズン
- 小谷有理沙（リード）
- 石垣真央（セカンド）
- 小谷優奈（サード）
- 小穴桃里（スキップ）
- 苫米地美智子（リザーブ）

## スタッフ
コーチ
- アーノルド・アシャム（2019年）[15]

### 旧スタッフ
コーチ
- 西室雄二（ - 2018年）

## 主な戦歴
| 大会 / シーズン | 大会 / シーズン | 2010–11 | 2011–12 | 2012–13 | 2013–14 | 2014–15 | 2015-16 | 2016–17 | 2017–18 | 2018–19 | 2019–20 | 2020–21 | 2020–22 |
| --------------- | --------------- | ------- | ------- | ------- | ------- | ------- | ------- | ------- | ------- | ------- | ------- | ------- | ------- |
| 世界選手権      | 世界選手権      |         |         |         |         |         |         |         | 10      |         |         |         |         |
| ワールドカップ  | 第1節           |         |         |         |         |         |         |         |         |         |         |         |         |
| ワールドカップ  | 第2節           |         |         |         |         |         |         |         |         |         |         |         |         |
| ワールドカップ  | 第3節           |         |         |         |         |         |         |         |         | 6       |         |         |         |
| ワールドカップ  | 最終節          |         |         |         |         |         |         |         |         |         |         |         |         |
| 日本選手権      | 日本選手権      |         |         |         | 5       | 3       | 2       | 3       | 1       | 4       | 4       | 4       | 8       |
| 関東選手権      | 関東選手権      | 3       | Q       | 4       | 1       | 1       | 1       |         | 1       |         | 1       |         | 1       |

2010年-2011年シーズン
関東選手権 3位
2011年-2012年シーズン
関東選手権 予選敗退
2012年-2013年シーズン
関東選手権 4位
2013年-2014年シーズン
関東選手権 優勝
日本選手権 5位
2014年-2015年シーズン
関東選手権 優勝
日本選手権 3位 (予選4位)
2015年-2016年シーズン
関東選手権 優勝
日本選手権 準優勝 (予選4位)
2016年-2017年シーズン
日本選手権 3位 (予選4位)
2017年-2018年シーズン
関東選手権 優勝
日本選手権 優勝 (予選3位)
2018-2019年シーズン
日本選手権 4位 (予選3位)
2019-2020年シーズン
関東選手権 優勝
日本選手権 4位 (予選4位)

### ワールドカーリングツアー

#### グランドスラム
ワールドカーリングツアーにおける最高峰の大会シリーズであるグランドスラムの成績。
| 略語の説明 | 略語の説明         |
| ---------- | ------------------ |
| C          | 優勝               |
| F          | 準優勝             |
| SF         | ベスト4            |
| QF         | ベスト6・ベスト8   |
| R16        | ベスト16           |
| Q          | 予選敗退           |
| T2         | ティア2（2部）出場 |
| DNP        | 大会不参加         |
| N/A        | 開催せず           |

| 大会 / シーズン | 2021-22 | 通算成績 |
| --------------- | ------- | -------- |
| マスターズ      | Q       | 1-3      |
| 勝–負           | 1-3     | 1-3      |